# نايا جاكس
سافلينا فانين (مواليد 29 مايو 1984م) مصارعة محترفة موقعة حاليا مع شركة WWE تحت اسم نايا جاكس، في القسم رو. بالإضافة إلى أنها عارضة أزياء للحجم الزائد.

## النشأة
فانين ولدت في سيدني، نيو ساوث ويلز، وهي ابنة جوزيف ورينات فانين. وكانت في جامعة بالومار كلية في سان ماركوس، كاليفورنيا، حيث لعبت كرة السلة. بينما كانت تعيش في ولاية كاليفورنيا، وكانت سافلينا عارضة ازياء للحجم الزائد ولاعبة كمال اجسام.

## المصارعة العالمية الترفيهية

### WWE

#### NXT (2014–2016)
وقعت فانين مع WWE في أوائل 2014، في عرض المواهب، NXT، ومقرها في مركز الأداء WWE في أورلاندو، فلوريدا. وانها قدمت لها لأول مرة في حلقة يوم 7 مايو 2015 في عرض NXT تحت اسم زادا، حيث هزموا هي وديفين تايلور بايلي وكارميلا. في أغسطس، تم تغيير اسمها إلى نايا جاكس.
بعد سلسلة من السيناريوهات القصيرة التمهيدية خلال شهر سبتمبر الماضي، جعلت جاكس ظهورها لأول مرة في الحلقة 14 أكتوبر من NXT، في هزيمة ايفي. بعد ظهورها لأول مرة، ذهبت جاكس على انتصاراته وهزم مختلف المواهب وتعزيزهم مثل اليكسا بليس وكارميلا وايفا ماري و NXT، بينما وضع نفسها على أنها شخصية شريرة في تشرين الثاني، شكلت جاكس فريق مع إيفا ماري، وبدأت أول منافسة لها، مع بايلي، على بطولة سيدات ان اكس تي حصلت جاكس مباراة علي اللقب في 16 ديسمبر في NXT:TAKE OVER LONDON، حيث انها كانت محاولة فاشلة في انتزاع اللقب من بايلي
في 27 يناير 2016 حلقة من NXT، عادت إلى الحلبة بعد شهر من الخمول بسبب اصابة في الظهر، بعد فوزه على ليف مورغان. في الحلقة 10 فبراير من NXT، جاكس بمساعدة إيفا ماري في هجوم على كارميلا وبايلي بعد مباراة بطولة، لكي تجعل اسكا تفوز باللقب ضد بايلي، مما أدى إلى مباراة فريق ضد فريق في 24 فبراير حلقة من NXT حيث سجلتا جاكس وماري النصر. في الحلقة 25 مايو من NXT، فازت جاكس مباراة التهديد الثلاثي على كارميلا واليكسا بليس لتصبح المنافس الأول لبطولة النساء ضد اسكا. تلقت جاكس مباراة علي اللقب في 8 حزيران، في NXT:TAKE ONER THE END، لكنها لم تنجح في الفوز باللقب لتكون ثاني مرة علي التوالي تفشل فيها نايا جاكس في الفوز باللقب في الحلقة 20 يوليو من NXT، هزمت جاكس من قبل بايلي، ليتضوح انها اخر مباراه لها في عرض ان اكس تي.

## القسم رو (2016-الآن)
بعد هزيمتها الاخيرة في NXT تم اختيارها في تقسيم المصارعين من قبل ستيفاني مكمان وميك فولي في القسم رو التي وقعت في 19 تموز، جعل جاكس ظهورها لأول مرة قائمة الرئيسية لهذه العلامة التجارية في 25 يوليو حيث هزمت المنافس المحلي بريت بيكر، وذهب لبدء طريق آخر من خلال هزيمة المصارعات المحليات. في 5 سبتمبر حلقة من الرو، وكانت تهاجم جاكس وراء الكواليس أليشا فوكس مما أدى إلى مباراة بين الاثنين في الحلقة 12 سبتمبر من الرو، والتي انتهت من خلال رمي اليشا فوكس من قبل نايا علي الحاجز الفاصل بين الجماهير والحلبة لينهي الحكم هذة المباراة بفوز نايا جاكس. في 25 سبتمبر في عرض صراع الأبطال الدفع لكل عرض انطلاقت المباراة، هزمت جاكس اليشا فوكس. في الحلقة 31 أكتوبر من الرو، هزمت جاكس بايلي في منافسة فردية بعد أن أعلنت كمشاركة للفريق النسائي لعرض الرو في سيرفايفر سيريس 2016 الدفع لكل عرض. في سيرفايفر سيريس، تم اقصاء نايا جاكس بواسطة اخضاع من قبل بيكي لينش على الرغم من هزيمة فريق سماكداون علي يد فريق عرض الرو. في 19 ديسمبر حلقة من الرو، هاجمت نايا جاكس ساشا بانكس المصابة. في 2 يناير 2017 حلقة من عرض الرو، فقدت جاكس للمرة الثالثة فرصة علي اللقب بسبب الهاء من قبل ساشا بانكس التي وقفت عند مدخل الصالة وشتت نايا لكي تفوز بايلي. في 16 يناير حلقة من الرو، تم تحديد مباراه فردية بينهم واستطاعت نايا جاكس الفوز علي ساشا بانكس بعد ان عذبتها تعذيبا مريرا في ركبتها المصابة وغادرت جاكس الصالة بعد تدخل بايلي للاطمنان علي ساشا.

## وسائل الاعلام الأخرى
ظهرت جاكس في لعبة المصارعة WWE 2K 2017 وهي تصارع فرديا.

## الحياة الشخصية
والدة فانين ألمانية. بالنسبة لفانين فإنها من عائلة عريقة في المصارعة وهي عائلة انوي وهي ابنة عمة المصارع الشهير والممثل العالمي دوين ذا روك جونسون وابن خالتها هو المصارع المحترف رومان رينز وعمتها هي والدة ذا روك وأبناء عمومتها هما الاخوين اوسو (جيمي وجاي).
عندما كانت صغيرة كانت معجبة بالمصارعة الحرة، تعتبر ذا روك هو مثلها الاعلى ومارست المصارعة بعد ان خاض ذا روك مواجهة ضد جون سينا في راسلمينيا 28.

## بطولات وانجازات
- مبتدئة العام 2016.
- صنفت في المركز رقم 23 من اصل 50 لأفضل مصارعة في عام 2016.
- بطولة سيدات رو (مرة واحدة)

## وصلات خارجية
- نايا جاكس على موقع IMDb (الإنجليزية)
- نايا جاكس على موقع قاعدة بيانات الفيلم (الإنجليزية)
- نايا جاكس على موقع دبليو دبليو إي (الإنجليزية)
- نايا جاكس على موقع WrestlingData.com (الإنجليزية)
- نايا جاكس على موقع CageMatch worker (الإنجليزية)
- نايا جاكس على موقع قاعدة بيانات المصارعة على الإنترنت (الإنجليزية)
- نايا جاكس على موقع عالم المصارعة على الإنترنت (الإنجليزية)
- نايا جاكس على موقع عالم المصارعة على الإنترنت (الإنجليزية)
- ـ jax/ نيا جاكس في موقع WWE